# Vindula figalea
Vindula figalea är en fjärilsart som beskrevs av Hans Fruhstorfer 1904. Vindula figalea ingår i släktet Vindula och familjen praktfjärilar. Inga underarter finns listade i Catalogue of Life.